# Chukovezer Island
Chukovezer Island (englisch; bulgarisch остров Чуковезер ostrow Tschukoweser) ist eine felsige, in südost-nordwestlicher Ausrichtung 1,22 km lange und 0,46 km breite Insel 700 m vor der südwestlichen Küste der Anvers-Insel im Palmer-Archipel vor der Westküste der Antarktischen Halbinsel. Sie liegt 7,22 km nördlich bis östlich des Kap Monaco und 6,8 km südlich des Gerlache-Insel.
Britische Wissenschaftler kartierten sie 1974. Die bulgarische Kommission für Antarktische Geographische Namen benannte sie 2013 nach der Ortschaft Tschukoweser im Westen Bulgariens.